# TheMarker
A TheMarker (em hebraico:  דה-מרקר) é um jornal diário de negócios em língua hebraica publicado pelo grupo Haaretz em Israel.
A TheMarker foi fundada em 1999 pelo jornalista e empresário Guy Rolnik junto com o grupo Haaretz e investidores norte-americanos. Cinco anos após o lançamento do TheMarker, o grupo jornalístico Haaretz decidiu encerrar sua seção de negócios de longa data e relançá-la como um jornal impresso diário chamado “ TheMarker ”, a marca que foi criada online.
O editor-chefe do TheMarker é Sami Peretz. O editor da revista mensal é Eytan Avriel. Só a TheMarker tem cerca de 250 funcionários. Opera no prédio do jornal Haaretz em Tel Aviv.
Em 2006 e 2007 TheMarker e Rolnik ganharam os 2 prêmios mais importantes em marketing e estratégia de negócios pela criação da TheMarker, tornando-a a marca líder em mídia financeira e usando uma marca de internet para lançar um jornal impresso (ver “Prêmios”).
Atualmente, a TheMarker produz um site, um jornal impresso diário, uma revista impressa mensal e realiza eventos sobre assuntos relacionados a negócios. Alguns dos artigos do TheMarker são traduzidos para o inglês e aparecem na versão em inglês do Haaretz em cooperação com o International New York Times.

## História
TheMarker, fundada pelo grupo Rolnik e Haaretz, foi constituída em 1999 e lançada em março de 2000. Junto com seus dois amigos e co-fundadores – Avriel e Ido Pollak – Rolnik lançou o que se tornaria o primeiro site de notícias de negócios e a primeira redação online em Israel.
Em dezembro de 1999, o site de notícias de negócios americano TheStreet, firmou um acordo com o Haaretz, para investir US$ 2,25 milhões em troca de uma participação de 25% no TheMarker. De acordo com o acordo de investimento, o TheStreet.com publicou notícias e artigos selecionados sobre empresas de tecnologia israelenses do site TheMarker e, em troca, o TheMarker publicou notícias e artigos selecionados do TheStreet.com. Após o estouro da bolha pontocom, o investimento na TheMarker foi totalmente prejudicado pela TheStreet.
Em 2001 TheMarker começou a publicar uma revista impressa mensal, TheMarker Magazine. A revista publica listas anuais das “100 pessoas mais influentes de Israel” e das “500 pessoas mais ricas de Israel”, que chamam bastante atenção. Em 2003 iniciou a organização de eventos de negócios com marca própria.
Em 2005, a seção econômica do jornal diário Haaretz foi encerrada e o Haaretz lançou o “ TheMarker ” como um jornal diário.
Após o relançamento, o número de assinantes pagos do Haaretz aumentou significativamente: no final de 2006, o número de assinantes pagos atingiu o recorde histórico de mais de 60.000 e as receitas publicitárias da edição impressa do TheMarker cresceram 50% em comparação com a anterior. -período de rebranding.
Em 2008, a edição impressa do TheMarker também se tornou um produto independente.
Em 2007, TheMarker lançou o “ TheMarker Café ”, a primeira rede social de Israel para adultos e a primeira lançada por uma organização de notícias.

## Visões e opiniões editoriais
No final de 2011, TheMarker publicou uma série de artigos sobre três estados nórdicos – Finlândia, Suécia e Dinamarca – e sua marca de ordem econômica, mais conhecida como The Nordic Model, que é baseada em uma combinação de capitalismo pró-mercado, políticas de estado de bem-estar e negociação coletiva inclusiva. Os artigos retratam os países que se caracterizam pela competição e pelo profundo respeito pelos valores humanísticos, cujos cidadãos parecem felizes com a situação atual e desfrutam de um alto padrão de vida. A série estava entre as mais lidas da história do TheMarker.
O TheMarker argumentou que a cláusula de estabilidade é inconstitucional, pois impedia que futuros governos governassem por meio da criação de leis. O TheMarker também argumentou que o preço não era competitivo, apontando para a queda dos preços globais do gás natural.

## Prêmios e reconhecimento
Quatro dos prêmios foram relacionados ao lançamento em janeiro de 2005 do TheMarker como jornal diário pago:
Guy Rolnik ganhou o prêmio de “pessoa de marketing do mês” da Associação de Marketing de Israel em julho de 2005. Os juízes escreveram: “Rolnik é a pessoa por trás do último movimento do TheMarker – o lançamento do jornal diário sob a marca do TheMarker – um movimento que é um sucesso único. O lançamento do novo jornal trouxe uma mudança dramática na posição do jornal na arena econômica, uma renovação nas adições de assinantes no Haaretz, uma diminuição na rotatividade e um fortalecimento da lealdade dos leitores ao jornal”. Mais tarde naquele ano, ele também ganhou o prêmio de “pessoa de marketing do ano” da associação.
Em 2006, TheMarker ganhou o Prêmio EFFIE israelense na categoria de mídia daquele ano.
1. Em 2007, TheMarker ganhou o prêmio EFFIE Platinum por “Construir a marca econômica mais forte em Israel”, que é concedido a esforços de marketing plurianuais e é considerado o “Oscar” dos prêmios de marketing.[11]

Alguns dos prêmios pessoais que Rolnik ganhou por suas realizações jornalísticas incluem:
1. Junho de 2005 : Prêmio “Cavaleiro do Governo de Qualidade” do Movimento para o Governo de Qualidade em Israel. O Movimento disse que foi premiado com Rolnik “em agradecimento por uma contribuição única na mídia para descobrir falhas e no serviço público, para uma luta contra a corrupção e para a melhoria da qualidade do setor público. Em seu comentário, Rolnik eleva o nível de crítica pública ao comportamento do governo e destaca sua importância para a melhoria da qualidade do governo. Ao fazer isso, ele dá um exemplo de qualidade para seus colegas da mídia e para a sociedade israelense”.[12]

O Prêmio Sokolov por “Conquistas ao Longo da Vida” (The Israeli Pulitzer). Em sua decisão de conceder o prêmio a Rolnik, o júri escreveu: “Guy Rolnik esclareceu incansavelmente os problemas na estrutura da economia israelense, comentaram os juízes ao conceder-lhe o prêmio. Notavelmente, Rolnik demonstrou a concentração de capital nas mãos de um pequeno número de organizações financeiras ligadas aos detentores do poder político e governamental. Ele expôs graves falhas na atual estrutura e exigiu que fossem corrigidas para garantir a existência de um sistema econômico mais resiliente, justo e igualitário”.

## Menções na imprensa
Em maio de 2004, HaAyin HaShevi'it entrevistou jornalistas, empresários e especialistas em mídia em Israel que citaram Rolnik como colunista influente: “Rolnik escreve a coluna econômica mais importante em Israel, ele não tem concorrência. Como membro de conselhos e comitês, ouço muitas vezes as pessoas falando sobre o que Rolnik escreveu esta manhã. As pessoas leem sua coluna diária com avidez e medo. Não há outro jornalista em Israel que tenha tal posição em seu campo – ele é o mestre do domínio… Quando ele menciona uma pessoa ou um fenômeno em sua coluna – seu valor aumenta”. Um executivo sênior da indústria de mídia foi citado: “Rolnik é o jornalista econômico mais influente em Israel, eu leio cada palavra que ele escreve. Ao contrário de outros jornalistas, ele sempre consegue me surpreender porque sua posição é muito imprevisível”.
Em fevereiro de 2011, o editor do The New Yorker, David Remnick, publicou uma história sobre Haaretz e Schocken, dizendo: "Sob a liderança de um editor jovem e hiperambicioso chamado Guy Rolnik, TheMarker trouxe um público novo e mais jovem para o Haaretz - um pelo menos tão interessado na indústria de alta tecnologia quanto na questão palestina - assim como a crise mundial dos jornais. O TheMarker, que pode ser adquirido separadamente, ajudou a economizar o papel. Rolnik tem sido especialmente bom em publicar artigos investigativos sobre o que ele chama de 'oligarcas israelenses', um pequeno grupo de bilionários e suas famílias que controlam grande parte da economia nacional".
Em março de 2015, o jornalista e crítico de mídia Michael Massing destacou o trabalho de TheMarker e Rolnik em um ensaio “How to fix American Journalism” que apareceu na edição especial da revista The Nation em seu 150º aniversário. De acordo com Massing, a campanha única que Rolnik empreendeu como editor-chefe do TheMarker é o modelo para consertar o jornalismo americano:  " TheMarker, um jornal financeiro israelense distribuído como suplemento do Haaretz, empreendeu uma campanha incansável começando no meados dos anos 2000 contra a extraordinária concentração do poder econômico em Israel e os perigos que esse desenvolvimento representava para a sociedade e a democracia israelenses. Liderado por seu editor fundador, Guy Rolnik, o jornal publicou reportagens e colunas periódicas que davam atenção especial aos “oligarcas israelenses”, um pequeno grupo de bilionários e suas famílias que controlavam grande parte da economia israelense. Quando a campanha começou, o tema da concentração econômica mal era discutido em Israel. As histórias alimentaram a crescente indignação com a desigualdade, levando a uma série de manifestações em massa em 2011. Esses protestos, por sua vez, estimularam o Knesset a aprovar um projeto de lei para acabar com os conglomerados israelenses. Foi uma demonstração notável de como uma organização de notícias, por meio de reportagens tenazes e inflexíveis ao longo de anos, pode ajudar a estimular mudanças sistêmicas... Notavelmente, dos muitos sites de jornalismo digital de alto nível – Huffington Post, The Daily Beast, BuzzFeed, Business Insider – nenhum examina os oligarcas americanos da mesma forma que o TheMarker fez com os de Israel. ProPublica, o principal site investigativo da web, fez reportagens impressionantes sobre vários assuntos importantes, incluindo fraturamento hidráulico e as fitas secretas do Fed, mas em geral permanece apegado a uma abordagem tradicional de foco estreito".